# あべ・とおる
あべ・とおる（1972年1月 - ）は、日本の原型師、漫画家。栃木県出身。正確な表記は温泉マークを使用したあべ♨とおる。ソフビ制作メーカー、ビックワンクラフト代表取締役社長。
ディープなマンガマニア達が巻き起こす騒動を描いたギャグ漫画『マンゲリラ』、レトロ名作漫画を紹介するマニアックなコラム『まんがケモノ道』をチャンピオンREDで連載。2010年以降はソフビの原型を手掛ける。

## 作品一覧

### 漫画（商業誌）
- マンゲリラ（『チャンピオンRED』連載）
- まんがケモノ道（『チャンピオンRED』連載のコラム）

### 漫画（同人誌）
- スーパーパチロボ大戦（てれまんプロジェクト）
- パチ怪獣大図鑑（麗しのパチ部屋）
- ロイヤリティーマン（麗しのパチ部屋）
- 太陽仮面シルバークロス（ビッグワンクラフト）

### 漫画（WEB）
- 人形作って生きてます（ソフビ製作記）
- タダシの部屋
- 太陽仮面シルバークロス（リブート）
- ロイヤリティーマン（リブート）

### ソフビ原型
※太字は初回原型制作
- シルバー仮面（怪獣軒、「シルバー仮面」より）2010年
- レッドバロン（怪獣軒、「スーパーロボットレッドバロン」より）2011年
- 電人ザボーガー（劇場版）（怪獣軒、「電人ザボーガー」より）2011年
- サンダーマスク（怪獣少女、「サンダーマスク」より）2012年
- マッハバロン（怪獣軒、「スーパーロボットマッハバロン」より）2012年
- 鉄人タイガーセブン（怪獣少女、「鉄人タイガーセブン」より）2012年
- アストロン（麗しのパチ部屋、アオシマプラモデル「合体ロボットアストロン」より）2012年
- キルギス星人（怪獣軒、「シルバー仮面」より）2012年
- トロイホース（怪獣軒、「レッドバロン」より）2012年
- マジンガーZ（原作版）（怪獣少女、「マジンガーZ」より）2013年
- 鉄人タイガーセブン・ファイトグローブ版（怪獣少女、「鉄人タイガーセブン」より）2013年
- アストロガンガー（怪獣軒、「アストロガンガー」より）2013年
- 鬼羅（じゃりんこ、オリジナル）2013年
- スペクトルマンパイロット版（メディコム・トイ、「スペクトルマン」より）2013年
- 犬原人（怪獣少女、「鉄人タイガーセブン」より）2013年
- コズミックムーン（ＵＲＵＰＡＣＨＩ、オリジナル作品「銀河少年コズミックＶ」より）2013年
- 鋼鉄ジーグ（メディコム・トイ、ダイナミックヒーローズ、「鋼鉄ジーグ」より）2013年
- 石川賢版ウルトラマンタロウ（メディコム・トイ、ダイナミックヒーローズ、「ウルトラマンタロウ」より）2013年
- ゲッター1（メディコム・トイ、ダイナミックヒーローズ、「ゲッターロボ」より）2013年
- ウルトラセブン（怪獣軒、「ウルトラセブン」より）2013年
- グレンダイザー（メディコム・トイ、ダイナミックヒーローズ、「ＵＦＯロボグレンダイザー」より）2014年
- テクノロボコンポボーイ（メディコム・トイ、東映レトロソフビヒーローズＥＸ、「テクノロボコンポボーイ」より）2014年
- 鼠原人（怪獣少女、「鉄人タイガーセブン」より）2014年
- コセイダー（ＵＲＵＰＡＣＨＩ、「恐竜戦隊コセイドン」より）2014年
- 鋼鉄ジーグ（マッハドリル版）（メディコム・トイ、ダイナミックヒーローズ、「鋼鉄ジーグ」より）2014年
- パーンサロイド（メディコム・トイ、ダイナミックヒーローズ、「鋼鉄ジーグ」より）2014年
- イカルス星人（怪獣軒、「ウルトラセブン」より）2014年
- 石川賢版ウルトラマンタロウ　マスク割れVer（メディコム・トイ、ダイナミックヒーローズ、「ウルトラマンタロウ」より）2014年
- サカサマゴリラ（ＵＲＵＰＡＣＨＩ、オリジナル作品「銀河少年コズミックＶ」より）2014年
- ゲッター2（メディコム・トイ、ダイナミックヒーローズ、「ゲッターロボ」より）2014年
- スペイザー（メディコム・トイ、ダイナミックヒーローズ、「ＵＦＯロボグレンダイザー」より）2014年
- ポセイドン（ＵＲＵＰＡＣＨＩ、「バビル二世」より）2014年
- 写楽くん（ＵＲＵＰＡＣＨＩ、「三つ目がとおる」より）2014年
- 極悪人ハンター法印大子（怪獣少女、「あばしり一家」より）2014年
- サカサマゴリラ猛獣カラー（ＵＲＵＰＡＣＨＩ、オリジナル作品「銀河少年コズミックＶ」より）2014年
- 勇者ライディーン（メディコム・トイ、ダイナマイトコレクション、「勇者ライディーン」より）2014年
- 帰ってきたウルトラマン（怪獣軒、「帰ってきたウルトラマン」より）2014年
- ウルトラマン（怪獣軒、「ウルトラマン」より）2015年
- ガイキング（メディコム・トイ、ダイナマイトコレクション、「大空魔竜ガイキング」より）2015年
- ポセイドン重塗装版（ＵＲＵＰＡＣＨＩ、「バビル二世」より）2015年
- バビル二世（ＵＲＵＰＡＣＨＩ、「バビル二世」より）2015年
- コセイダー重塗装版（ＵＲＵＰＡＣＨＩ、「恐竜戦隊コセイドン」より）2015年
- クレクレタコラ（怪獣少女、「クレクレタコラ」より）2015年
- レッドタイガー（白）（メディコムトイ、「UFO大戦争 戦え! レッドタイガー」より）2015年
- ランボルジャイアント（メディコムトイ、「UFO大戦争 戦え! レッドタイガー」より）2015年
- ゲッター3（メディコム・トイ、ダイナミックヒーローズ、「ゲッターロボ」より）2015年
- ゲッター1ウィングVer（メディコム・トイ、ダイナミックヒーローズ、「ゲッターロボ」より）2015年
- 鋼鉄ジーグ・ブラックカラーVer（メディコム・トイ、ヤマシロヤ限定発売、ダイナミックヒーローズ、「鋼鉄ジーグ」より）2015年
- ブラックライディーン（メディコム・トイ、ダイナマイトコレクション、「勇者ライディーン」より）2015年
- 超常合体サージェンガー3（タカトクロバ社、One up販売、）2015年　※ランブルモンスターズ塗装版他数種類あり
- レッドバロン※新規造形（メディコム・トイ、ヤマシロヤ限定発売、「スーパーロボットレッドバロン」より）2015年
- テクノロボコンポボーイ蓄光版（メディコム・トイ、東映レトロソフビヒーローズＥＸ、「テクノロボコンポボーイ」より）2015年
- ウルトラセブン（ブルーメタリック）（怪獣軒、「ウルトラセブン」より）2015年
- 帰ってきたウルトラマン（夕日カラー）（怪獣軒、「帰ってきたウルトラマン」より）2015年
- 帰ってきたウルトラマン（ピンククリアー）（怪獣軒、「帰ってきたウルトラマン」より）2015年
- 鉄人28号（メディコム・トイ、ダイナマイトコレクション、「鉄人28号」より）2015年
- レッドタイガー（赤）（メディコムトイ、「UFO大戦争 戦え! レッドタイガー」より）2015年
- ゲッタードラゴン（メディコム・トイ、ダイナミックヒーローズ、「ゲッターロボG」より）2015年
- ダイナミックミニソフビ1　ミケロス　ライガーン　ハーディアス（怪獣少女、「グレートマジンガー」より）2015年
- キャシャーン（メディコム・トイ、タツノコジェネレーション、「新造人間キャシャーン」より）2015年
- フレンダー（メディコム・トイ、タツノコジェネレーション、「新造人間キャシャーン」より）2015年
- 帰ってきたウルトラマン（金クリアー）（怪獣軒、「帰ってきたウルトラマン」より）2015年
- マッハバロン　（レッドメタリック）（怪獣軒、「スーパーロボットマッハバロン」より）2015年
- かみなりドンドン（OMOコーポレーション、「どんがら三銃士」より）2015年
- 強化外骨格（メディコム・トイ、ダイナマイトコレクション、「覚悟のススメ」より）2015年
- ゲッター1（ブラックカラーVer.）（メディコム・トイ、ヤマシロヤ限定発売、ダイナミックヒーローズ、「ゲッターロボ」より）2015年
- ブライキングボス（メディコム・トイ、タツノコジェネレーション、「新造人間キャシャーン」より）2015年
- ツメロボ（メディコム・トイ、タツノコジェネレーション、「新造人間キャシャーン」より）2015年
- グレンダイザー（トイカラー）（メディコム・トイ、エンジェルアビー限定、ダイナミックヒーローズ、「ＵＦＯロボグレンダイザー」より）2016年
- 大巨神（メディコム・トイ、タツノコジェネレーション、「ヤットデタマン」より）2016年
- 帰ってきたウルトラマン（レトログレー）（怪獣軒、「帰ってきたウルトラマン」より）2016年
- メカエルビス（メディコム・トイ）2016年
- ダグラム（メディコム・トイ、ダイナマイトコレクション、「太陽の牙ダグラム」より）2016年
- 伝説巨神イデオン（メディコム・トイ、ダイナマイトコレクション、「伝説巨神イデオン」より）2016年
- 大天馬（メディコム・トイ、タツノコジェネレーション、「ヤットデタマン」より）2016年
- ジャイアントロボ（メディコム・トイ、ダイナマイトコレクション、「ジャイアントロボ」より）2016年
- ＧＲ-2（メディコム・トイ、ダイナマイトコレクション、「ジャイアントロボ」より）2016年
- グレンダイザーギガ（メディコム・トイ、ダイナミックヒーローズ、「グレンダイザーギガ」より）2016年
- ダイナミックミニソフビ2　ララ　ユリシーザー　ピグマン　（怪獣少女、「デビルマン」、「マジンガーＺ」、「グレートマジンガー」より）2016年
- 鉄人28号（コミックカラー）（メディコム・トイ、ダイナマイトコレクション、「鉄人28号」より）2016年
- ブラックオックス（メディコム・トイ、ダイナマイトコレクション、「鉄人28号」より）2016年
- バッカス（メディコム・トイ、ダイナマイトコレクション、「鉄人28号」より）2016年
- テッカマン（メディコム・トイ、タツノコジェネレーション、「宇宙の騎士テッカマン」より）2016年
- ペガス（メディコム・トイ、タツノコジェネレーション、「宇宙の騎士テッカマン」より）2016年
- ゲッター3（ブラックカラーVer.）（メディコム・トイ、ヤマシロヤ限定発売、ダイナミックヒーローズ、「ゲッターロボ」より）2016年
- ダイナミックミニソフビ3　Ｋ君＆マジンガー　アンゴーラス　ゲッター1（怪獣少女、「グレートマジンガー」より）2016年
- 聖戦士ダンバイン（メディコム・トイ、ダイナマイトコレクション、「聖戦士ダンバイン」より）2016年
- 鋼鉄ジーグ・レトロカラーVer（メディコム・トイ、はしもと玩具店限定発売、ダイナミックヒーローズ、「鋼鉄ジーグ」より）2016年
- ゲッターライガー（メディコム・トイ、ダイナミックヒーローズ、「ゲッターロボG」より）2016年
- 逆転王（メディコム・トイ、タツノコジェネレーション、「逆転イッパツマン」より）2016年
- サイコアーマー ゴーバリアン（OMOコーポレーション、「サイコアーマー ゴーバリアン」より）2016年
- ウルトラマンジョーニアス（ビッグワンクラフト、「 ザ・ウルトラマン」より）2016年
- ウルトラマンジョーニアス（シルバー版）（ビッグワンクラフト、「 ザ・ウルトラマン」より）2016年
- ゴーダム（メディコム・トイ、タツノコジェネレーション、「ゴワッパー5ゴーダム」より）2016年
- ガイキング（メタリック）（メディコム・トイ、One up販売、ダイナマイトコレクション、「大空魔竜ガイキング」より）2016年
- ゲッター1（レトロカラーVer.）（メディコム・トイ、はしもと玩具店限定発売、ダイナミックヒーローズ、「ゲッターロボ」より）2016年
- アイアンキング　（メディコム・トイ、ダイナマイトコレクション、「アイアンキング」より）2016年
- ゲッタードラゴン（シャインスパーク版）（メディコム・トイ、ダイナミックヒーローズ、「ゲッターロボG」より）2016年
- ゲッターポセイドン（メディコム・トイ、ダイナミックヒーローズ、「ゲッターロボG」より）2016年
- 帰ってきたウルトラマン（レトログレー）（ビッグワンクラフト、「帰ってきたウルトラマン」より）2016年
- 三冠王（メディコム・トイ、タツノコジェネレーション、「逆転イッパツマン」より）2016年
- グレートマジンガー（ビッグワンクラフト、「グレートマジンガー」より）2016年
- ウルトラマンジョーニアス（ブルーメタリック）（ビッグワンクラフト、はしもと玩具店限定発売、「 ザ・ウルトラマン」より）2016年
- ウルトラマン（レトログレー）（ビッグワンクラフト、はしもと玩具店限定発売、「ウルトラマン」より）2016年
- ガイバー1（ビッグワンクラフト、「強殖装甲ガイバー」より）2016年
- レッドマン（メディコム・トイ、ダイナマイトコレクション、「レッドマン」より）2016年
- ウルトラセブン（レトログレー）（ビッグワンクラフト、「ウルトラセブン」より）2017年
- ボルテスＶ　（メディコム・トイ、ダイナマイトコレクション、「ボルテスＶ」より）2017年
- ガンバスター（メディコム・トイ、ダイナマイトコレクション、「トップをねらえ」より）2017年
- マシーン兵器RX-7（ノリコ機）（メディコム・トイ、ダイナマイトコレクショントップをねらえ」より）2017年
- ゲッター3（レトロカラーVer.）（メディコム・トイ、はしもと玩具店限定発売、ダイナミックヒーローズ、「ゲッターロボ」より）2017年
- ダグラム（リアルタイプカラーVer.）（メディコム・トイ、ダイナマイトコレクション、「太陽の牙ダグラム」より）2017年
- ソルティック（メディコム・トイ、ダイナマイトコレクション、「太陽の牙ダグラム」より）2017年
- 大鷲の健（メディコム・トイ、タツノコジェネレーション、「科学忍者隊ガッチャマン」より）2017年
- コンドルのジョー（メディコム・トイ、タツノコジェネレーション、「科学忍者隊ガッチャマン」より）2017年
- キャシャーン（オープンフェイス）（メディコム・トイ、タツノコジェネレーション、「新造人間キャシャーン」より）2017年
- ルナ（メディコム・トイ、タツノコジェネレーション、「新造人間キャシャーン」より）2017年
- ウルトラマングレート（ビッグワンクラフト、「 ウルトラマングレート」より）2017年
- 鋼鉄ジーグ・クリアカラーVer（メディコム・トイ、マンガ倉庫限定発売、ダイナミックヒーローズ、「鋼鉄ジーグ」より）2017年
- パーンサロイド・クリアカラーVer（メディコム・トイ、マンガ倉庫限定発売、ダイナミックヒーローズ、「鋼鉄ジーグ」より）2017年
- ウルトラマンパワード（ビッグワンクラフト、「 ウルトラマンパワード」より）2017年
- コセイダーTCJ限定メタリックカラー（ビッグワンクラフト、「恐竜戦隊コセイドン」より）2017年
- シルバー仮面クリア（ビッグワンクラフト、「シルバー仮面」より）2017年
- 太陽の使者 鉄人28号（メディコム・トイ、ダイナマイトコレクション、「太陽の使者 鉄人28号」より）2017年
- ブラックオックス（メディコム・トイ、ダイナマイトコレクション、「太陽の使者 鉄人28号」より）2017年
- メカニックマジンガーＺ（ビッグワンクラフト、「マジンガーＺ」より）2017年
- メカニックマジンガーＺカスタム（ビッグワンクラフト、DYNAMIC 豪！50！GO！抽選販売「マジンガーＺ」より）2017年
- マジンガーＺ通常カラー塗装版（ビッグワンクラフト、「マジンガーＺ」より）2017年
- グレンダイザー（レトロカラーVer.）（メディコム・トイ、ダイナミックヒーローズ、「ＵＦＯロボグレンダイザー」より）2017年
- 伝説巨神イデオン（接触編Ver.）（メディコム・トイ、ダイナマイトコレクション、「伝説巨神イデオン」より）2017年
- 白鳥のジュン（メディコム・トイ、タツノコジェネレーション、「科学忍者隊ガッチャマン」より）2017年
- ベルクカッツエ（メディコム・トイ、タツノコジェネレーション、「科学忍者隊ガッチャマン」より）2017年
- ゲッター1（メタリックカラーVer.）（メディコム・トイ、マンガ倉庫限定発売、ダイナミックヒーローズ、「ゲッターロボ」より）2017年
- ビッグオー（メディコム・トイ、ダイナマイトコレクション、「ビッグオー」より）2017年
- スペイザー（レトロカラーVer.）（メディコム・トイ、マンガ倉庫限定発売、ダイナミックヒーローズ、「ＵＦＯロボグレンダイザー」より）2017年
- ポリマー（メディコム・トイ、タツノコジェネレーション、「破裏拳ポリマー」より）2017年
- 車錠（メディコム・トイ、タツノコジェネレーション、「破裏拳ポリマー」より2017年
- ガンバロン（メディコム・トイ、ダイナマイトコレクション、「小さなスーパーマン ガンバロン」より）2017年
- マッハバロン（クラシックカラーVer.）（メディコム・トイ、「スーパーロボットマッハバロン」より）2017年
- レッドバロン（クラシックカラーVer.）（メディコム・トイ、「スーパーロボットレッドバロン」より）2017年
- テッカマン（メタリックカラー版）（メディコム・トイ、マンガ倉庫限定発売、タツノコジェネレーション、「宇宙の騎士テッカマン」より）2017年
- 燕(つばくろ)の甚平（メディコム・トイ、タツノコジェネレーション、「科学忍者隊ガッチャマン」より）2017年
- 鷲尾健（メディコム・トイ、タツノコジェネレーション、「科学忍者隊ガッチャマン」より）2017年
- レッドマン（レトロカラー）（メディコム・トイ、はしもと玩具店限定発売、ダイナマイトコレクション、「レッドマン」より）2017年
- バランスおじさん（ビッグワンクラフト、野性爆弾）2017年
- みみずくの竜（メディコム・トイ、タツノコジェネレーション、「科学忍者隊ガッチャマン」より）2018年
- ジョージ浅倉（メディコム・トイ、タツノコジェネレーション、「科学忍者隊ガッチャマン」より）2018年
- ゲッタードラゴン（トイカラー）（メディコム・トイ、マンガ倉庫限定発売、ダイナミックヒーローズ、「ゲッターロボＧ」より）2018年
- 鋼鉄ジーグ（ジーグバズーカ版）（メディコム・トイ、ダイナミックヒーローズ、「鋼鉄ジーグ」より）2018年
- クラブガンナー（メディコム・トイ、ダイナマイトコレクション、「太陽の牙ダグラム」より）2018年
- ダグラム（クリアメカニックモデル）（メディコム・トイ、ダイナマイトコレクション、「太陽の牙ダグラム」より）2018年
- バランスおじさん 青Ver.（ビッグワンクラフト、野性爆弾）2018年
- キャシャーン（Infini-T Force Ver.）（メディコム・トイ、タツノコジェネレーション、「Infini-T Force」より）2018年
- ガンバスター（メタリックVer.）（メディコム・トイ、ダイナマイトコレクション、「トップをねらえ」より）2018年
- 鉄人28号（ブラウンカラーVer.）（メディコム・トイ、はしもと玩具店限定発売、ダイナマイトコレクション、「鉄人28号」より）2018年
- 白鳥のジュン（メディコム・トイ、タツノコジェネレーション、「科学忍者隊ガッチャマン」より）2018年
- ギャラクター隊員（メディコム・トイ、タツノコジェネレーション、「科学忍者隊ガッチャマン」より）2018年
- アストロガンガー　オリジナルカラー（ビッグワンクラフト、メディコム・トイ、マンガ倉庫限定販売、「アストロガンガー」より）2018年
- アストロガンガー　メタリックカラー（ビッグワンクラフト、メディコム・トイ、マンガ倉庫限定販売、「アストロガンガー」より）2018年
- 24部隊専用ソルティック （メディコム・トイ、ダイナマイトコレクション、「太陽の牙ダグラム」より）2018年
- ハクション大魔王（メディコム・トイ、タツノコジェネレーション、「ハクション大魔王」より）2018年
- お花を摘みにきたのちゃん（ビッグワンクラフト、野性爆弾）2018年
- 太陽の使者 鉄人28号メタリックカラー（メディコム・トイ、はしもと玩具店限定発売、ダイナマイトコレクション、「太陽の使者 鉄人28号」より）2018年
- 月光仮面（ビッグワンクラフト、「月光仮面」より）2018年
- 月光仮面蓄光版（ビッグワンクラフト、「月光仮面」より）2018年
- マンモスコング（ビッグワンクラフト、「月光仮面」より）2018年
- マンモスコング蓄光版（ビッグワンクラフト、「月光仮面]」より）2018年
- マンモスコングモノクロ版（ビッグワンクラフト、「月光仮面]」より）2018年
- 如月ハニー（メディコム・トイ、ダイナミックヒーローズ、「キューティーハニー」より）2018年
- キャシャーン　パールカラー（メディコム・トイ、マンガ倉庫限定販売、タツノコジェネレーション、「新造人間キャシャーン」より）2018年
- フレンダー　メタリックカラー（メディコム・トイ、マンガ倉庫限定販売、タツノコジェネレーション、「新造人間キャシャーン」より）2018年
- ケンシロウ　黒未塗装（ビッグワンクラフト、「北斗の拳」より）2018年
- ガイバー１スペシャルエディション（ビッグワンクラフト、はしもと玩具店限定発売、「強殖装甲ガイバー  」より）2018年
- アクビちゃん（メディコム・トイ、タツノコジェネレーション、「ハクション大魔王」より）2018年
- G.I.チェチェナちゃん（ビッグワンクラフト、野性爆弾）2018年
- 小窓（コマンドー）（ビッグワンクラフト、野性爆弾）2018年
- ブロックヘッド（メディコム・トイ、ダイナマイトコレクション、「太陽の牙ダグラム」より）2018年
- ケンシロウ　肌色未塗装（ビッグワンクラフト、「北斗の拳」より）2018年
- ブライガー J9胸像　丈太郎、マチコ、ボウイー、アイザック（ビッグワンクラフト、「銀河旋風ブライガー」より）2018年
- グレンダイザー（ゴールドカラーVer.）（メディコム・トイ、ダイナミックヒーローズ、「ＵＦＯロボグレンダイザー」より）2018年
- 魔法の壺（メディコム・トイ、タツノコジェネレーション、「ハクション大魔王」より）2018年
- ケンシロウ　彩色版（ビッグワンクラフト、「北斗の拳」より）2018年
- 石ノ森カバーガールズ（ビッグワンクラフト）2018年
- ハリウッドザコシショウ ソフビ人形（ビッグワンクラフト）2018年
- ビッグオー　メタリックカラー（メディコム・トイ、ダイナマイトコレクション、「ビッグオー」より）2019年
- 白鳥のジュン　パールカラー（メディコム・トイ、マンガ倉庫限定販売、タツノコジェネレーション、「科学忍者隊ガッチャマン」より）2019年
- ルナ　パールカラー（メディコム・トイ、マンガ倉庫限定販売、タツノコジェネレーション、「新造人間キャシャーン」より）2019年
- 神崎メグ　（メディコム・トイ、ダイナマイトコレクション、「魔女っ子メグちゃん」より）2019年
- 郷ノン（メディコム・トイ、ダイナマイトコレクション、「魔女っ子メグちゃん」より）2019年
- グレンダイザー（モノクロカラーVer.）（メディコム・トイ、ダイナミックヒーローズ、「ＵＦＯロボグレンダイザー」より）2019年
- デューク・フリード（メディコム・トイ、ダイナミックヒーローズ、「ＵＦＯロボグレンダイザー」より）2019年
- ガンバスター（炎Ver.）（メディコム・トイ、マンガ倉庫限定発売、ダイナマイトコレクション、「トップをねらえ」より）2019年
- ダイバロン（メディコム・トイ、ダイナマイトコレクション、「小さなスーパーマン ガンバロン」より）2019年
- ケンシロウ　ブルーＶｅｒ.（ビッグワンクラフト、「北斗の拳」より）2019年
- イッパツマン（メディコム・トイ、タツノコジェネレーション、「逆転イッパツマン」より）2019年
- キリコ・キュービィー（メディコム・トイ、ダイナマイトコレクション、「装甲騎兵ボトムズ」より）2019年
- ハクション大魔王（パステルカラー）（メディコム・トイ、マンガ倉庫限定販売、タツノコジェネレーション、「ハクション大魔王」より）2019年
- ヤッターマン1号 （メディコム・トイ、タツノコジェネレーション、「ヤッターマン」より）2019年
- デビルマン　（原作版）（ビッグワンクラフト、「デビルマン」より）2019年
- ヤッターマン2号 （メディコム・トイ、タツノコジェネレーション、「ヤッターマン」より）2019年
- アクビ娘（パステルカラー）（メディコム・トイ、マンガ倉庫限定販売、タツノコジェネレーション、「ハクション大魔王」より）2019年
- ドロンジョ（メディコム・トイ、タツノコジェネレーション、「ヤッターマン」より）2019年
- メカニックマジンガークリアスモーク（ビッグワンクラフト、はしもと玩具店、「マジンガーＺ」より）2019年
- フィアナ（メディコム・トイ、ダイナマイトコレクション、「装甲騎兵ボトムズ」より）2019年
- 魔法の壺（パステルカラー）（メディコム・トイ、マンガ倉庫限定販売、タツノコジェネレーション、「ハクション大魔王」より）2019年
- グレートマジンガー メタルver.（ビッグワンクラフト、はしもと玩具店、「グレートマジンガー」より）2019年
- マジンガーZ メタルver.（ビッグワンクラフト、はしもと玩具店、「マジンガーＺ」より）2019年
- ヤッターワン（メディコム・トイ、タツノコジェネレーション、「ヤッターマン」より）2019年
- メカニックマジンガー  メタルver.（ビッグワンクラフト、はしもと玩具店、「マジンガーＺ」より）2019年
- 対決シリーズ　ウルトラセブン　※ミドルサイズ（ビッグワンクラフト、「ウルトラセブン」より）2019年
- 対決シリーズ　キングジョー　※ミドルサイズ（ビッグワンクラフト、「ウルトラセブン」より）2019年
- レッドバロン（レトロカラーVer.）（ビッグワンクラフト、御宅家本舗OTAKICK限定販売「スーパーロボットレッドバロン」より）2019年
- グレートマジンガー ブレードver.（ビッグワンクラフト、はしもと玩具店、「グレートマジンガー」より）2019年
- ダグラム　クリアメカニックモデルG.I.D Ver.（ビッグワンクラフト、ダイナマイトコレクション、ヤマシロヤ限定「太陽の牙ダグラム」より）2020年
- マジンガーZ レガシー　キット版（ビッグワンクラフト、はしもと玩具店、「マジンガーＺ」より）2020年
- マジンガーZ レガシー　彩色版（ビッグワンクラフト、はしもと玩具店、「マジンガーＺ」より）2020年
- マジンガーZ レガシー　レトロカラー（ビッグワンクラフト、墓場の画廊限定、「マジンガーＺ」より）2020年
- デビルマン ブラッドレッドver.（重塗装）（ビッグワンクラフト、はしもと玩具店、「デビルマン」より）2020年
- デビルマン ブルーフラッシュver.（蓄光）（ビッグワンクラフト、墓場の画廊限定、「デビルマン」より）2020年
- 地獄の子守唄 スタチュー（通常Ver.、蓄光Ver.）（ビッグワンクラフト、墓場の画廊限定、「地獄の子守唄」より ）2020年
- デビルマン グラシアレスブルーver.（重塗装）（ビッグワンクラフト、「デビルマン」より）2020年
- ラオウ　彩色版　（ビッグワンクラフト、「北斗の拳」より）2020年
- シルバークロス（ビッグワンクラフト、オリジナル）2020年
- 太陽仮面（ビッグワンクラフト、オリジナル）2020年
- アフロダイＡレガシー（ビッグワンクラフト、はしもと玩具店、「マジンガーＺ」より）2020年
- ラウンドバーニアン　バイファムレガシー　キット　（ビッグワンクラフト、はしもと玩具店、「銀河漂流バイファム」より）2021年
- ラウンドバーニアン　バイファムレガシー　完成品　（ビッグワンクラフト、はしもと玩具店、「銀河漂流バイファム」より）2021年
- ゲッターロボ　ゲッター1 レガシー　1ｓｔカラー　（ビッグワンクラフト、墓場の画廊限定、「ゲッターロボ」より）2021年
- ダグラム　レガシー（ビッグワンクラフト、「太陽の牙ダグラム」より）2021年
- アンドロメロス　レガシー（ビッグワンクラフト、「アンドロメロス」より）2022年
- レイズナー　レガシー（ビッグワンクラフト、「蒼き流星SPTレイズナー」より）2022年
- マジンガーZ　クラシック（ビッグワンクラフト、「マジンガーＺ」（エンディング画像）より）2022年
- 劉備玄徳（ビッグワンクラフト、「三国志 (横山光輝の漫画)」より）2023年
- 灼熱の太陽仮面（ビッグワンクラフト、オリジナル）2023年
- 山田太郎（ビッグワンクラフト、「ドカベン」より）2023年
- ダイモス（ビッグワンクラフト、「ダイモス」より）2023年
- ●プリケッツシリーズ　ミニサイズ無彩色ソフビのシリーズ　※一部限定で彩色品も販売あり
- サイバーニュウニュウ レプリ・シン、メカ・エルビス、セミメタルA太郎、忍者ボーイヒデ
- ウルトラセブン ウルトラセブン、メトロン星人、ユートム、ゴドラ星人
- マジンガーＺ　マジンガーＺ、兜甲児、弓さやか、アフロダイＡ
- アイアンキング　静弦太郎、霧島五郎、高村ゆき子、アイアンキング
- UFO戦士ダイアポロン　アポロンヘッダー、アポロンレッガー、ダイアポロン、アポロントラングー
- 合身戦隊メカンダーロボ　メカンダーロボ、空中大型魚雷ジョーズ、ジミーオリオン、ヘドロボット
- ブロッカー軍団IVマシーンブラスター　サンダイオー、ロボクレス、ボスパルダー、ブルシーザー
- 超合体魔術ロボ ギンガイザー　コプラザウルス、グランファイター、スピンランサー、ブルゲイター
- ミラクルロボットフォース　秋津ミチ、敷島ミカ、北条ユカ、ミキ
- スペクトルマン　スペクトルマン　ゴリ　ラー
- ウルトラマンネオス ウルトラマンネオス、ウルトラセブン21、ゾフィー
- 勇者シリーズ エクスカイザー、ダ・ガーン、ドラン
- 和田アキ子 （プリケッツ魅惑のアキ子セット）　　和田アキ子、中華屋アキ子、ゴッドアキ子、不良アキ子
- 月光仮面　月光仮面、サタンの爪、どくろ仮面、人工コング
- 行け! 牛若小太郎　牛若小太郎、入道、うらぎら、コーンジョ
- クレクレタコラ　タコラ、チョンボ、モンロー
- ウルトラ兄弟　ウルトラセブン（エメリュームＶｅｒ.）、ウルトラマンタロウ、ウルトラマンレオ、アストラ
- おおきなプリケッツ　ウルトラセブン
- おおきなプリケッツ　レッドバロン
- おおきなプリケッツ　ラコック（「太陽の牙ダグラム」）
- おおきなプリケッツ　デスタン（「太陽の牙ダグラム」）
- おおきなプリケッツ　クリン（「太陽の牙ダグラム」）
- 地獄の子守唄 日野日出志少年 プリケッツ（通常Ver.、蓄光Ver.)
- 地獄の子守唄 お母さん プリケッツ（通常Ver.、蓄光Ver.)
- ゴールデンプリケッツ コセイドンセット（コセイダー、ファイタス１号２号「恐竜戦隊コセイドン」）
- ゴールデンプリケッツ　シルバー仮面セット（シルバー仮面、ゾール星人「シルバー仮面」）
- ● ユビケッツシリーズ
- 魔神英雄伝ワタル 　虎王、ワタル、忍部ヒミコ
- 魔道王グランゾート　山本ガス、遥大地、ラビ
- ●ブラインド・ガチャ
- ミニミニザコシ　デフォルメザコシショウフィギュア6種
- 恐怖の都市伝説ガチャ　Momo、チャーミー、猫、グレイ、ノストラダムス、ツチノコ、口裂け女、人面犬